# Asesinato de Thomas y Jackie Hawks
Thomas y Jackie Hawks fue una pareja de esposos de Prescott, Arizona, Estados Unidos, que fue asesinada el 15 de noviembre de 2004. En abril de 2009, Skylar Julius DeLeon, Jennifer Henderson, Alonso Machain y John Fitzgerald Kennedy (sin relación alguna con su homónimo de la familia Kennedy más conocido) fueron declarados culpables de cargos relacionados con los asesinatos.
El caso tuvo cierta notoriedad por implicar a Deleon, un ex-actor infantil de bajo perfil que tuvo una breve participación como extra en la exitosa serie juvenil Mighty Morphin Power Rangers a inicios de la década de 1990.
DeLeon fue considerado el autor intelectual y material en primer grado del crimen, al embaucar a los Hawks al usar a sus hijos como carnada para tomar desprevenida a la pareja de jubilados (ya que con esta acción, Skylar le hizo creer a la pareja que era un padre de familia exitoso y responsable). En el momento en que DeLeon y Henderson se reunieron con el matrimonio, dueños de un costoso yate (valorado en un millón de dólares) llamado por la pareja el Well Deserved, decidieron recorrer la embarcación juntos, situación que fue aprovechada por los cómplices del actor y su compañera para reducir y secuestrar a la pareja para luego atarlos al ancla del yate y lanzarlos al mar a su muerte. Antes de cometer el delito, los Hawks fueron obligados a firmar un papel en el cual se lo cedían a DeLeon y Henderson. La pareja fue lanzada cerca de la bahía de Newport Beach, al sur de California. Los cuerpos nunca fueron localizados.

## Implicados
Skylar DeLeon y su exesposa Jennifer Henderson fueron condenados por el asesinato. DeLeon y Kennedy fueron condenados a muerte, mientras que Henderson fue condenada a dos cadenas perpetuas de prisión sin libertad condicional. Una cuarta persona, Alonso Machain, aceptó un acuerdo con el fiscal después de testificar para la fiscalía en los juicios de DeLeon, Henderson, y Kennedy. Fue condenado a 20 años y 4 meses de prisión.
Skylar Julius DeLeon (a menudo escrito Deleon o hispanizado De León, nacido John Julius Jacobson Jr., el 12 de agosto de 1979 en Sun Valley, California) es un ex niño actor estadounidense. Es hijo de John Jacobson Sr., un traficante de drogas y convicto violento. Su madre es Lynette Birchette, una adicta adolescente fugitiva que había sido abusada de niña.
DeLeon comenzó a actuar en pequeños papeles en comerciales como un niño. A los 14 años, apareció en la serie Mighty Morphin Power Rangers como un niño en el episodio titulado Second Chance de 1994. Contrario a una creencia popular muy difundida (convertida en leyenda urbana), DeLeon nunca fue un verdadero Power Ranger ni formó parte del elenco oficial; todo se atribuye al sensacionalismo de ciertos medios de comunicación para darle mayor relevancia al crimen.
Como adulto, DeLeon luchaba por recordar las líneas, y su carrera se tambaleó como resultado. A los 20 años, ingresó en el Cuerpo de Marines de Estados Unidos, pero desertó solo quince días después cuando decidió escapar a México. Más tarde se le dio de baja por desobediencia.

## Desaparición

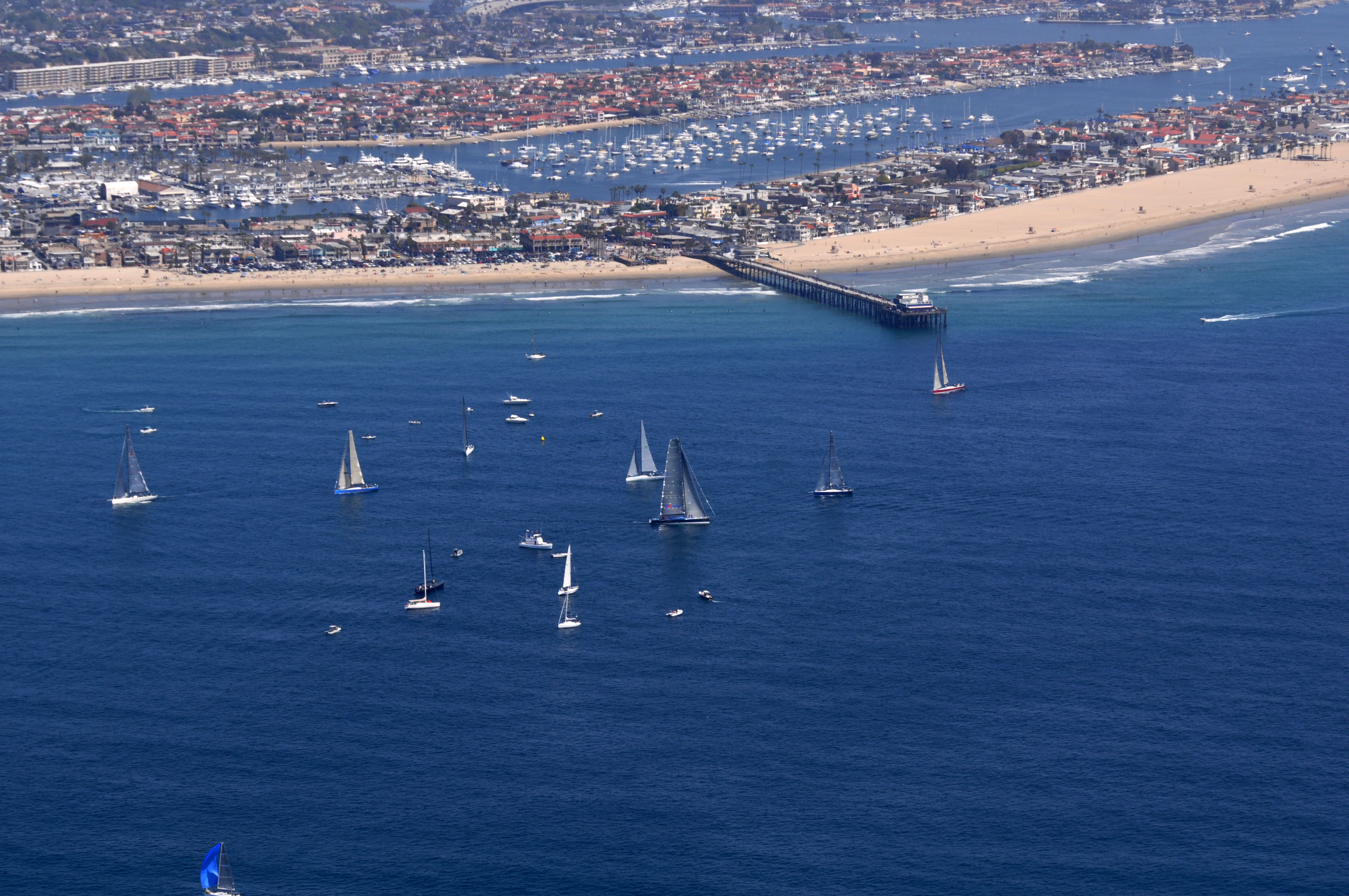
Newport Beach, área del asesinato

Thomas "Tom" Hawks, de 57 años, y Jackie, de 47, habían trabajado toda su vida para lograr una jubilación anticipada. Tom Hawks era un oficial de libertad condicional retirado y antiguo fisiculturista. Jackie Hawks era su segunda esposa y la madre de sus dos hijos, Matt y Ryan.
Él y Jackie Hawks (nacida O'Neill y originaria de Mentor-on-the-Lake, Ohio), eran propietarios de un yate de 55 pies, el Well Deserved, que trataban como su hogar permanente y en el que navegaron por dos años a lo largo del Océano Pacífico y el Golfo de California.
En 2004, decidieron vender su yate y se instalaron en el puerto de Newport, para estar más cerca de su nieto en Arizona, primogénito del hijo del primer matrimonio del Sr. Hawks. Jackie había ayudado a criar a los niños desde sus primeros años de adolescencia, y consideraba al nuevo bebé como si fuera su verdadero nieto.
Su anuncio de la venta de la embarcación fue respondida en noviembre de 2004 por Skylar DeLeon. La pareja fue inicialmente cautelosa con de DeLeon, pero se hizo más cercano y familiar cuando él trajo a su entonces esposa embarazada Jennifer y a su otro hijo a una reunión. Con la imagen de un hombre de familia organizado y responsable, los Hawks no dudaron en aceptar la oferta de DeLeon: $440.000 dólares. El día de su segundo encuentro fue la última vez que se les vio a Thomas y a Jackie Hawks con vida.
Los Hawks fueron vistos por última vez en la mañana del 15 de noviembre de 2004, al salir del puerto. El barco regresó, pero ellos no lo hicieron nunca, y no se han encontrado sus restos.

## Investigación
La policía empezó a preguntar sobre la desaparición del matrimonio. El 26 de noviembre de 2004, se hizo un intento de acceder a la cuenta bancaria de los Hawks en México. La familia fue notificada y presentó un informe de persona desaparecida en el departamento de policía de Carlsbad.
El 29 de noviembre de 2004, la policía se entrevistó con Skylar DeLeon. Les dijo que él compró el barco de los Hawks y les mostró los documentos de prueba de compra. Dijo a la policía que dejó a los Hawks en su automóvil con su dinero, pero negó haber estado en el auto de ellos, y nombró a Alonso Machain (un exfuncionario de prisiones que DeLeon conoció en la cárcel por robo), como testigo de la compra. La razón por la que compró el barco, según él, era que tenía la intención de lavar dinero relacionado con un robo a mano armada en el 2002 por el que había sido declarado culpable.
En un giro totalmente inesperado del caso, en marzo de 2005, Machain confesó el crimen y fue detenido por estar relacionado con la desaparición de la pareja, junto con DeLeon, su esposa Jennifer DeLeon y Kennedy. Kennedy se declaró inocente, y Skylar DeLeon inicialmente mantuvo su inocencia, alegando que no estaba presente en el momento de los hechos y especulando que la pareja fue asesinada por un asunto de drogas que salió mal.

## Conclusiones
Las autoridades alegaron que durante una prueba de mar en Newport Beach Harbor unos días después de reunirse con los Hawks, DeLeon y sus cómplices - Alonso Machain y John Kennedy - ataron y amordazaron a la pareja y los echaron por la borda, esposados al ancla del yate. DeLeon supuestamente ideó el plan para matar a la pareja con fines de lucro y convenció para que lo ayudaran a Kennedy (quien una vez había cumplido una condena por intento de asesinato) y a Machain.
La esposa de Deleon, Jennifer, fue declarada culpable de dos cargos de asesinato en primer grado el 17 de noviembre de 2006, después de solo cuatro horas de deliberación del jurado. En octubre de 2007, Jennifer DeLeon (ahora llamándose a sí misma Jennifer Henderson, desde su divorcio de Skylar DeLeon) fue condenada a dos cadenas perpetuas sin posibilidad de libertad condicional.
A la espera de juicio en la cárcel, DeLeon también fue acusado por otro intento para asesinar a su padre y a su primo. Relacionado con ese hecho, fue acusado de matar a John Jarvi de 45 años, un residente de Anaheim, California, quien fue encontrado degollado en una transitada carretera de México en 2003. Jarvi era un compañero de celda del actor, cuando descontaba cuatro meses de prisión por falsificar dinero. Luego de su liberación, Jarvi recibió $50,000 de una hipoteca de unos apartamentos y decidió viajar desde Anaheim a México con el dinero para invertirlo en un supuesto negocio con su nuevo amigo. Jarvi más tarde fue encontrado muerto y sin su dinero. El padre y el primo de DeLeon (quien fue acusado como cómplice del asesinato de Jarvi) se consideraron "testigos importantes" en ambos casos de asesinato, motivación suficiente para que DeLeon decidiera atentar contra ellos, "por saber demasiado".
El 13 de marzo de 2008, DeLeon se cortó parcialmente el pene con una cuchilla de afeitar durante su detención en la cárcel. Después de recibir la atención médica, fue devuelto a la cárcel al día siguiente. En una entrevista con la cadena ABC 20/20, DeLeon indicó que intentó cortarse el pene porque quería ser una mujer. De hecho, los abogados defensores alegaron que la necesidad de DeLeon por el dinero era para financiar una operación de cambio de sexo, y esa fue la motivación de los asesinatos de los Hawks.
El 22 de septiembre de 2008, comenzó la selección del jurado en el caso contra Skylar DeLeon.
En un caso consolidado, DeLeon fue juzgado en forma conjunta por el asesinato de Thomas y Jackie Hawks, así como el asesinato de John Jarvi. A pesar de las protestas anteriores de DeLeon de la inocencia, una vez que comenzó el juicio, el abogado de Deleon reconoció que efectivamente su cliente había cometido los tres asesinatos imputados. El abogado dijo que había tomado el caso a juicio solo para argumentar ante un jurado que DeLeon no debe ser condenado a muerte. El 20 de octubre, DeLeon fue declarado culpable de tres cargos de asesinato en primer grado y las circunstancias especiales con fines de lucro y múltiples víctimas y el 6 de noviembre de 2008, el jurado emitió un veredicto de culpable.
La sentencia fue programada originalmente para el 16 de enero de 2009, pero luego se aplazó al 20 de marzo a petición del abogado de DeLeon.
El 13 de marzo, se anunció que la sentencia sería nuevamente reprogramada al 10 de abril, por lo que la familia de las víctimas pudo asistir.  El 10 de abril de 2009, DeLeon fue condenado a muerte con inyección letal por el Juez Superior del Tribunal del Condado de Orange, Frank Fasel, sentencia que hasta la fecha no ha sido ejecutada. DeLeon es el recluso # G56028 y actualmente está en espera de su ejecución en la prisión estatal de San Quentin.